# Федерація жінок Квебеку
Федерація жінок Квебеку (фр. Fédération des femmes du Québec, скорочено FFQ) — канадська феміністична громадська організація, що виступає для права жінок провінції Квебек. Діє з 1966 року. Штаб-квартира розташована в Монреалі. Рішення приймаються через загальні збори всіх учасниць. Існує адміністративна рада з 19 осіб, що контролює реалізацію прийнятих рішень.

## Історія
Перші жіночі організації в Канаді з'явилися ще наприкінці XIX століття. Квебек став останньою провінцією в Канаді, де таке право було надано, хоча з 1791 до 1848 року жінки Квебеку мали виборче право). Хоча 1940 року жінки Квебеку отримали право голосувати на виборах до парламенту Канади, а 1944 року на провінційних виборах. 1947 року першою жінкою, учасником виборів стала Мае О'Коннор.
У 1960-х роках виник потужний жіночий рух в його сучасному розумінні. Однією з найстаріших жіночих організацій, створеної ще в 1919 році, є Канадська федерація жінок з університетською освітою. Федерація жінок Квебеку була заснована в 1966 році за ініціативи Тереза Касгрейн, правозахисника і провідної феміністки, яка багато в чому сприяла досягненню виборчого права жінок у Квебеку. З самого початку FFQ організовував симпозіуми, конференції, інформаційні кампанії, виступи за інтереси жінок, парламентські та урядові консультації з цього питання. Основним завданням тривалий час було надання жінкам виборчого права.1969 року представниці корінних народів, мешканці Квебеку, отримали виборче право.
У 1990 році Федерація подала до парламентського комітету короткий опис законопроєкту C-43 (закон про аборти), в якому відстоювала ідею рівного права усіх жінок зробити аборт. У період між 1992 і 2002 роками асоціативне членство зросло з 60 до 160 організацій, а індивідуальне членство зі 100 до 860. 1995 року Федерація організувала перший жіночий марш проти бідності, згодом була ініціатором Всесвітнього маршу жінок проти бідності та насильства над жінками. 2018 року ФЖК виступила за легалізацію секс-індустрії, права проституйованих жінок.

## Очільниці
- Режане Лаберж-Колас (1966—1967)
- Рита Ракетте-Кадіо (1967—1969)
- Марі-Поль Марсіл Дандіс (1969—1970)
- Іветт Буше-Руссо (1970—1973)
- Гіслайн Патрі-Буйссон (1973—1977)
- Шейла Фінестоун (1977—1980)
- Габріель Хотт (1980—1981)
- Гугетта Лапойнт-Рой (1981—1983)
- Дениза Беланджер-Рохон (1983—1985)
- Жінетта Дрюон-Буске (1985—1989)
- Констанс Міддлтон-Хоуп (1989)
- Деніз Крет (1990—1991)
- Жерміна Велланкор (1991—1992)
- Селін Синьорі (1992—1994)
- Франсуаза Девід (1994—2001)
- Вівіан Барбот (2001—2003)
- Мішель Асселін (2003—2009)
- Алекса Конраді (2009 — зараз)